# Kid Capri
Kid Capri (geboren 7. Februar 1967 in der Bronx, New York; wirklicher Name David Anthony Love) ist ein US-amerikanischer Hip-Hop-DJ.

## Biografie
Kid Capri begann im Alter von 8 Jahren damit zu Scratchen. Später legte er im Nachtclub Studio 54 auf und verkaufte seine abends gespielten Sets als Mixtapes. Daraufhin erhielt er einen Vertrag bei Warner Bros. Records, arbeitete unter anderem mit Heavy D, Boogie Down Productions und Quincy Jones zusammen und war 7 Jahre lang der DJ der Fernsehshow Def Comedy Jam von Russell Simmons.
1991 wurde dann mit The Tape sein erstes offizielles Studioalbum über Cold Chillin’ Records veröffentlicht.
1998 folgte auf Trackmasters Entertainment, vertrieben von Columbia Records, Kid Capris zweites Album Soundtrack to the Streets. Damit konnte er sich für eine Woche auf Platz 135 der Billboard 200 positionieren.
In der Folge hatte er immer wieder Gastauftritte auf Werken verschiedener Hip-Hop-Künstler und legte live auf.

## Diskografie

### Alben
- 1991: The Tape
- 1998: Soundtrack to the Streets